# Guayaquilsittich
Der Guayaquilsittich (Psittacara erythrogenys) ist eine mittelgroße Papageienart aus der Gattung Psittacara, die im Westen Ecuadors und im Nordwesten Perus beheimatet ist. Manchmal wird der Guayaquilsittich auch Rotkopfsittich genannt, meistens ist damit jedoch eine andere Papageienart, Pyrrhura rhodocephala, aus der Gattung der Rotschwanzsittiche gemeint.
Der nach Guayaquil, der Hauptstadt der ecuadorianischen Provinz Guayas benannte Papagei trat dort in den 1970er Jahren noch zu Tausenden auf. Durch lokalen und internationalen Handel sowie vermutlich auch durch Habitatverluste ist der Bestand der Tiere stark zurückgegangen. Seit 1987 wurde kein Schwarm mit mehr als 200 Vögeln beobachtet.
Außerhalb Ecuadors und Perus kommen verwilderte Nachkommen von Gefangenschaftsflüchtlingen in Spanien, Mexiko und den Vereinigten Staaten vor. Die in San Francisco lebenden Tiere sind Gegenstand des 2003 veröffentlichten Dokumentarfilms The Wild Parrots of Telegraph Hill von Judy Irving.

## Merkmale

### Körperbau und Farbgebung
Ausgewachsene Guayaquilsittiche erreichen eine Länge von rund 33 Zentimetern. Männchen und Weibchen unterscheiden sich äußerlich nicht. Der Oberkopf ist rot, die Augenringe sind weiß und nackt. Der überwiegende Rest des Körpers sowie die Flügel sind grün, der Bauch gelblich. Die Armdecken, die äußeren Unterflügeldecken, sowie die unteren Schenkel sind rot. Die Unterseiten der Flügel sowie des Schwanzes sind oliv-gelb. Juvenilen Tieren fehlt die rote Färbung weitgehend.

### Lautäußerungen
Die Stimme des Guayaquilsittichs wird als „nasal-quietschend“ beschrieben. Im Flug, insbesondere im Schwarm, geben die Tiere laute kreischende Rufe von sich.

## Verbreitung und Lebensraum
Das Verbreitungsgebiet des Guayaquilsittichs reicht an der südamerikanischen Pazifikküste in Nord-Süd-Richtung von der Provinz Manabí im Nordwesten Ecuadors bis zur Lambayeque im Nordwesten Perus. Darüber hinaus ist der Guayaquilsittich in den Provinzen Pichincha, Los Ríos, Guayas, Azuay, El Oro und Loja Ecuadors, und in den Regionen Tumbes, Piura und Cajamarca Perus verbreitet. Das Verbreitungsgebiet erstreckt sich dabei vom Meeresspiegel bis zu einer Höhe von 2.500 Metern, wobei die meisten Tiere auf einer Höhe um 1.500 Meter zu finden sind.
Die Habitate des Guayaquilsittichs reichen vom tropischen Regenwald, über Laubwälder und mit Akazien-Büschen bewachsene Gegenden, bis hin zu weitgehend offenen und trockenen Gebieten. Darüber hinaus ist der Guayaquilsittich am Rande von Städten und in intensiv landwirtschaftlich genutzten Regionen anzutreffen.

## Lebensweise

### Ernährung
Über die Ernährungsgewohnheiten des Guayaquilsittichs ist nur wenig bekannt. Wahrscheinlich ist die Nahrungswahl stark von dem jeweiligen Habitat und der Jahreszeit abhängig. Die Früchte von Pflanzen aus den Familien der Sumachgewächse (Anacardiaceae), Raublattgewächse (Boraginaceae) und Olacaceae sind als Nahrung der Tiere belegt. Im südwestlichen Ecuador wurde beobachtet, dass Guayaquilsittiche Blüten von Korallenbäumen fraßen, als ihnen Früchte nicht in ausreichendem Maße zur Verfügung standen.

### Fortpflanzung
Die Brut findet in Baumhöhlen (etwa Ceiba trischistandra oder Cochlospermum vitifolium) oder in Termitenhügeln statt. In der peruanischen Tumbes-Region beginnt die Brutsaison zwischen März und April und endet im Juli. In Ecuador erstreckt sich die Brutsaison über die Monate Januar bis März. Nester werden 2,5 bis 10 Meter über dem Boden errichtet, häufig in natürlichen Baumhöhlen, die durch abgefallene Äste entstanden sind. Das Gelege besteht aus zwei bis vier Eiern. In Gefangenschaft gehaltene Tiere bebrüten die Eier für eine durchschnittliche Dauer von 23 Tagen, wobei die Nestlinge sechs Wochen nach dem Schlüpfen das Nest verlassen.

## Bestand und Bedrohung

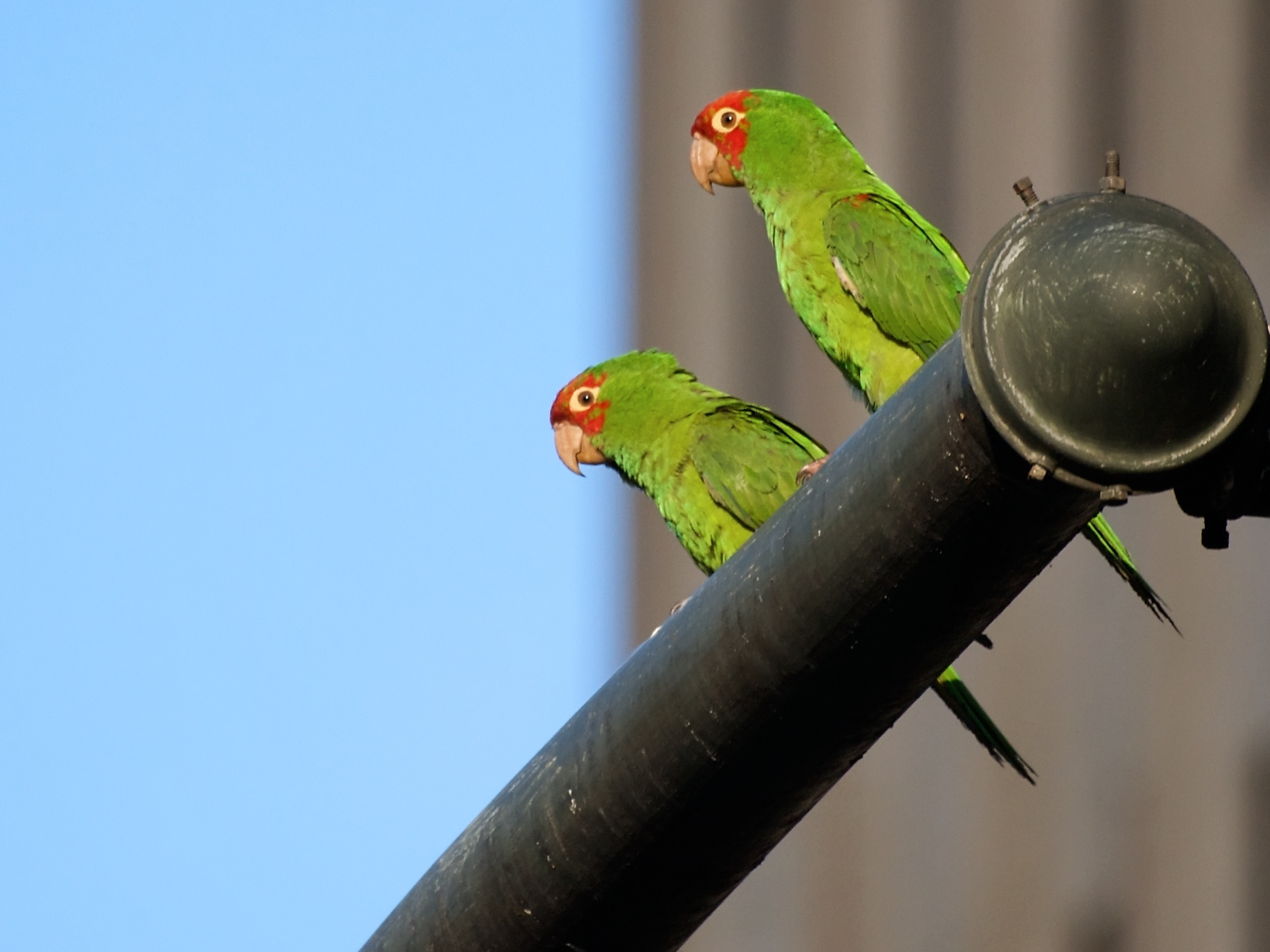
Guayaquilsittiche in San Francisco

Die International Union for Conservation of Nature and Natural Resources (IUCN) stuft den Guayaquilsittich als „potenziell gefährdet“ (NT = near threatened) ein. Die Bestände leiden stark unter dem lokalen Handel in Peru und Ecuador, wo die Tiere als Haustiere begehrt sind. Als Hauptursache für den Bestandsrückgang wird allerdings – wie bei anderen Arten der Neuweltpapageien auch – der internationale Handel angenommen. Eine im Auftrag des CITES Sekretariats 1992 veröffentlichte Studie beziffert die Gesamtzahl an exportierten Tieren für die Jahre 1983 bis 1988 auf nahezu 52.000, wovon allein mehr als 44.000 auf die Vereinigten Staaten entfielen. Als weitere Ursache für den Bestandsrückgang wird der Verlust der Habitate durch Abholzung angenommen. Genaue Studien, in welchem Maße der Guayaquilsittich auf Wälder angewiesen ist, stehen allerdings noch aus.
In den USA haben sich Gefangenschaftsflüchtlinge in verschiedenen Städten Kaliforniens fortgepflanzt, wobei die genaue Größe der Populationen nicht bekannt ist.